# Barbara D. Underwood
Barbara D. Underwood (* 16. August 1944 in Evansville, Indiana) ist eine US-amerikanische Juristin und ehemaliger United States Solicitor General.

## Biografie
Nach dem Schulbesuch studierte sie am Radcliffe College in Cambridge und schloss dieses Studium 1966 ab. Ein anschließendes Postgraduiertenstudium der Rechtswissenschaften am Law Center der Georgetown University beendete sie 1969. Nach ihrer Zulassung als Rechtsanwältin im Bundesstaat New York war sie zunächst Protokollführerin (Clerk) von David L. Bazelon, einem Richter am US Court of Appeals für den District of Columbia, sowie danach von Thurgood Marshall, einem ehemaligen Solicitor General und langjährigen beisitzenden Richter am Obersten Gerichtshof der Vereinigten Staaten. Später nahm sie den Ruf als Professorin für Rechtswissenschaften an die Law School der Yale University an.
1982 wurde sie Beraterin des für Ost-New York (Eastern District of New York) zuständigen Bundesstaatsanwaltes und nahm dieses Amt bis 1989 wahr. Später war sie zwischen 1993 und 1998 als Assistant US Attorney stellvertretende Bundesstaatsanwältin für diesen Distrikt.
Danach war sie von 1998 bis 2001 Erster Stellvertretender Solicitor General (Principal Deputy Solicitor General). Als solcher wurde sie im Januar 2001 von Präsident George W. Bush zum amtierenden Solicitor General (Acting US Solicitor General) berufen. Dieses dritthöchste Amt im Justizministerium bekleidete sie bis Juni 2001. Nachdem sie von 2003 bis 2007 erneut Beraterin des Bundesstaatsanwalts für den Östlichen Distrikt New Yorks war, ist sie seit 2007 Solicitor General des Staates New York. Nach dem Rücktritt des Attorney General New Yorks Eric Schneiderman im Mai 2018 übernahm sie gemäß der gesetzlichen Regelung vorübergehend zusätzlich sein Amt.
Im Juni 2018 verklagte sie in ihrer Funktion als Attorney General des Bundesstaates New York US-Präsident Trump, seine Söhne Donald junior und Eric sowie seine Tochter Ivanka wegen der mutmaßlich illegalen Verwendung von Geldern aus seiner Familienstiftung. Die Stiftung hat außer den vier Trumps keine weiteren Mitarbeiter.